# Dryopteris mindshelkensis
Dryopteris mindshelkensis är en träjonväxtart som beskrevs av N.Pavl. Dryopteris mindshelkensis ingår i släktet Dryopteris och familjen Dryopteridaceae. Inga underarter finns listade.

## Bildgalleri

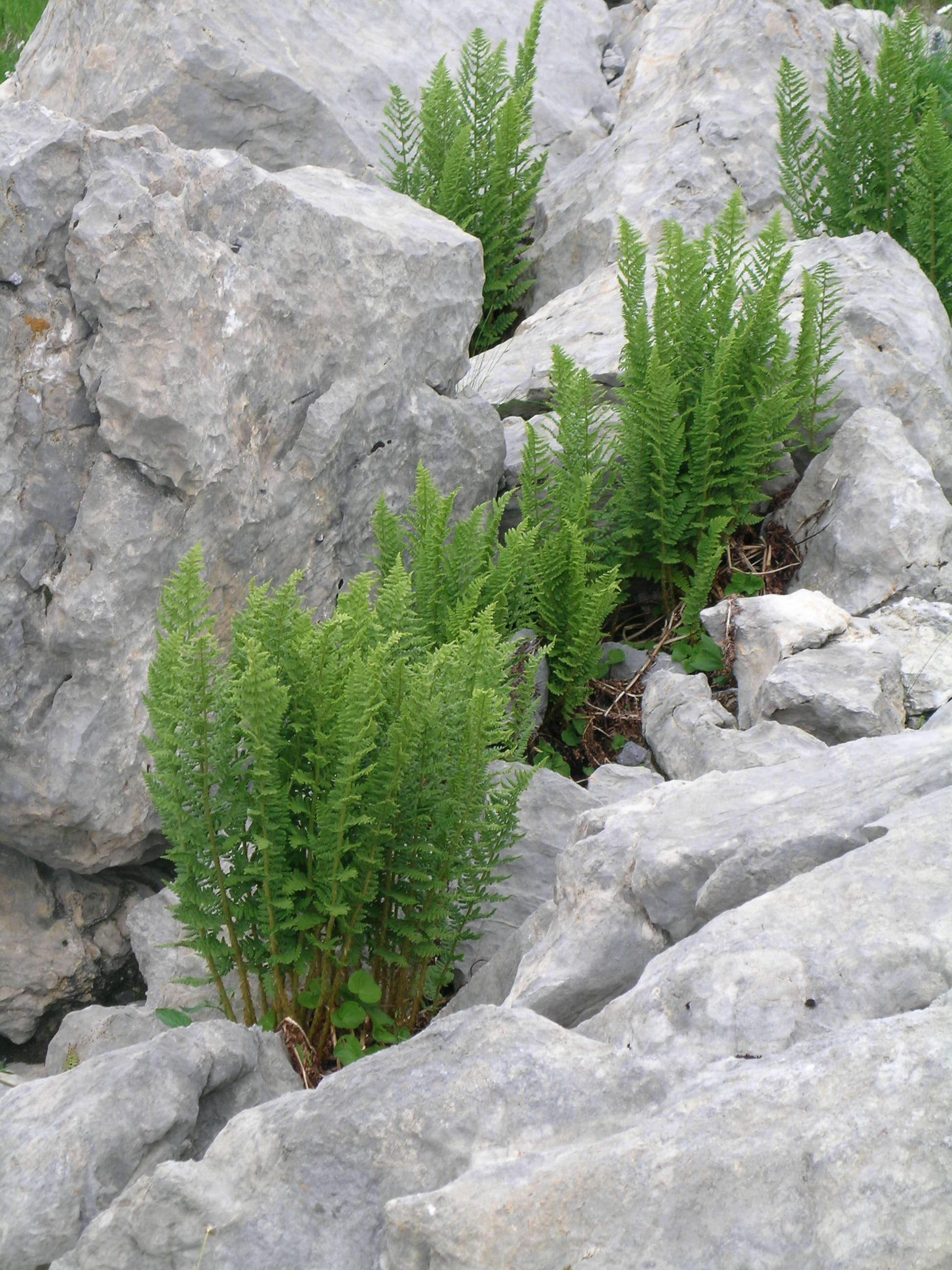